# غوستاف ماتسون
غوستاف ماتسون (بالسويدية: Gustaf Mattsson)‏ هو منافس ألعاب قوى سويدي، ولد في 8 سبتمبر 1893 في أوبسالا في السويد، وتوفي في 15 يناير 1977 في بلدية سوندبيباري في السويد.

## وصلات خارجية
- غوستاف ماتسون على موقع أوليمبيديا (الإنجليزية)
- غوستاف ماتسون على موقع اللجنة الأولمبية السويدية (السويدية)